# Vermispora fusarioides
Vermispora fusarioides är en svampart som beskrevs av Burghouts & W. Gams 1989. Vermispora fusarioides ingår i släktet Vermispora, divisionen sporsäcksvampar och riket svampar.   Inga underarter finns listade i Catalogue of Life.